# Loranthaceae
Famille
Classification APG III (2009)
La famille des Loranthacées regroupe des plantes dicotylédones ; elle comprend un millier d'espèces réparties en près de 70 genres.
Ce sont des arbres, quelques lianes et pour la plupart des arbustes ou des arbrisseaux, parfois aux feuilles réduites (la photosynthèse se faisant dans les tiges), sans vraies racines, souvent semi-parasites des parties aériennes de l'hôte ou dans quelques cas des racines, aux feuilles persistantes. On les rencontre dans les régions tempérées chaudes à tropicales.

## Étymologie
Le nom vient du genre type Loranthus composé du grec λορος / loros (racine latine lorum), sangle, ceinture, et du suffixe grec νθος / anthos, fleur, en référence à la forme des pétales de ses fleurs.

## Liste des genres
Selon NCBI (29 avr. 2010) :
- Actinanthella
- Aetanthus
- Agelanthus
- Alepis
- Amyema
- Amylotheca
- Atkinsonia
- Bakerella
- Barathranthus
- Baratranthus
- Benthamina
- Berhautia
- Cecarria
- Cladocolea
- Dactyliophora
- Decaisnina
- Dendropemon
- Dendrophthoe
- Desmaria
- Diplatia
- Emelianthe
- Englerina
- Erianthemum
- Gaiadendron
- Globimetula
- Helicanthes
- Helixanthera
- Ileostylus
- Ixocactus
- Lepeostegeres
- Lepidaria
- Ligaria
- Loranthus
- Loxanthera
- Lysiana
- Macrosolen
- Moquiniella
- Muellerina
- Notanthera
- Nuytsia
- Oedina
- Oliverella
- Oncella
- Oncocalyx
- Oryctanthus
- Peraxilla
- Phragmanthera
- Phthirusa
- Plicosepalus
- Psittacanthus
- Scurrula
- Septulina
- Socratina
- Sogerianthe
- Spragueanella
- Struthanthus
- Tapinanthus
- Taxillus
- Tolypanthus
- Tripodanthus
- Tristerix
- Tupeia
- Vanwykia

Selon Angiosperm Phylogeny Website (21 mai 2010) :
- Actinanthella Balle
- Aetanthus (Eichler) Engl.
- Agelanthus Tiegh.
- Alepis Tiegh.
- Amyema Tiegh.
- Amylotheca Tiegh.
- Atkinsonia F.Muell.
- Bakerella Tiegh.
- Barathranthus (Korth.) Miq.
- Benthamina Tiegh.
- Berhautia Balle
- Cecarria Barlow
- Cladocolea Tiegh.
- Cyne Danser
- Dactyliophora Tiegh.
- Decaisnina Tiegh.
- Dendropemon (Blume) Rchb.
- Dendrophthoe Mart.
- Desmaria Tiegh.
- Diplatia Tiegh.
- Distrianthes Danser
- Elytranthe (Blume) Blume
- Emelianthe Danser
- Englerina Tiegh.
- Erianthemum Tiegh.
- Gaiadendron G.Don
- Globimetula Tiegh.
- Helicanthes Danser
- Helixanthera Lour.
- Ileostylus Tiegh.
- Ixocactus Rizzini
- Kingella Tiegh.
- Lampas Danser
- Lepeostegeres Blume
- Lepidaria Tiegh.
- Ligaria Tiegh.
- Loranthus Jacq.
- Loxanthera (Blume) Blume
- Lysiana Tiegh.
- Macrosolen (Blume) Rchb.
- Moquiniella Balle
- Muellerina Tiegh.
- Notanthera (DC.) G.Don
- Nuytsia R.Br. ex G.Don
- Oedina Tiegh.
- Oliverella Tiegh.
- Oncella Tiegh.
- Oncocalyx Tiegh.
- Oryctanthus (Griseb.) Eichler
- Oryctina Tiegh.
- Panamanthus Kuijt
- Papuanthes Danser
- Pedistylis Wiens
- Peraxilla Tiegh.
- Phragmanthera Tiegh.
- Phthirusa Mart.
- Plicosepalus Tiegh.
- Psathyranthus Ule
- Psittacanthus Mart.
- Rhizomonanthes Danser
- Scurrula L.
- Septulina Tiegh.
- Socratina Balle
- Sogerianthe Danser
- Spragueanella Balle
- Struthanthus Mart.
- Tapinanthus (Blume) Blume
- Taxillus Tiegh.
- Tetradyas Danser
- Thaumasianthes Danser
- Tolypanthus (Blume) Blume
- Trilepidea Tiegh.
- Tripodanthus (Eichler) Tiegh.
- Tristerix Mart.
- Trithecanthera Tiegh.
- Tupeia Cham. & Schltdl.
- Vanwykia Wiens

Selon DELTA Angio (29 avr. 2010) :
- Actinanthella
- Aetanthus
- Agelanthus
- Alepis
- Amyema
- Amylotheca
- Atkinsonia
- Bakerella
- Baratranthus
- Benthamina
- Berhautia
- Cecarria
- Cladocolea
- Cyne
- Dactyliophora
- Decaisnina
- Dendropemon
- Dendropthoe
- Desmaria
- Diplatia
- Distrianthes
- Elytranthe
- Emelianthe
- Englerina
- Erianthemum
- Gaiadendron
- Globimetula
- Helicanthes
- Helixanthera
- Ileostylus
- Ixocactus
- Kingella
- Lampas (genre)Lampas
- Lepeostegeres
- Lepidaria
- Ligaria
- Loranthus
- Loxanthera
- Lysiana
- Macrosolen
- Moquiniella
- Muellerina
- Notanthera
- Nuytsia
- Oliverella
- Oncella
- Oncocalyx
- Oryctanthus
- Oryctina
- Panamanthus
- Papuanthes
- Pedistylis
- Peraxilla
- Phragmanthera
- Phthirusa
- Plicosepalus
- Psittacanthus
- Scurrula
- Septulina
- Socratina
- Sogerianthe
- Spragueanella
- Struthanthus
- Tapinanthus
- Taxillus
- Tetradyas
- Thaumasianthes
- Tolypanthus
- Trilepidea
- Tripodanthus
- Tristerix
- Trithecanthera
- Tupeia
- Vanwykia

Selon ITIS (29 avr. 2010) :
- Dendropemon (Blume) J.A. & J.H. Schultes
- Dendrophthora Eichl.
- Eremolepis